# A Mist of Errors
A Mist of Errors è un cortometraggio muto del 1913 diretto da Warwick Buckland.

## Trama
Un marito geloso che la moglie lo tradisca con un altro uomo. In realtà, questi non è altri che lo scapestrato fratello della donna.

## Produzione
Il film fu prodotto dalla Hepworth.

## Distribuzione
Distribuito dalla Hepworth, il film - un cortometraggio in una bobina - uscì nelle sale cinematografiche britanniche l'8 maggio 1913.
Si conoscono pochi dati del film che, prodotto dalla Hepworth, fu distrutto nel 1924 dallo stesso produttore, Cecil M. Hepworth. Fallito, in gravissime difficoltà finanziarie, il produttore pensò in questo modo di poter almeno recuperare il nitrato d'argento della pellicola.